# Брудна війна
«Брудна війна» (ісп. Guerra Sucia en la Argentina) — загальна назва щодо засобів державного тероризму (масових викрадень, тортур, безсудних покарань), що використовувались аргентинськими військовими диктатурами і досягли найвищої точки під час правління останньої в XX ст. військової хунти в 1976—1983 рр. Була частиною Операції «Кондор».
24 березня 1976 армія під керівництвом Хорхе Відела здійснила переворот і скинула президента Ісабель Мартінес де Перон. З допомогою військових Відела отримав широкі повноваження, що призвело до порушення прав людини в Аргентині. Проводились масові арешти, до затриманих вживались тортури, їх часто вбивали. За час останньої диктатури фізично було знищено 10 тисяч людей, 30 тисяч зникли безвісти і ще 60 тисяч були позбавлені волі на довгі терміни, зазнали тортур та знущань за політичними мотивами.
Хунта була повалена в 1983 році, через кілька місяців після поразки в Фолклендській війні.